# Belén (Wenezuela)
Belén – miasto w Wenezueli, w stanie Carabobo.